# Donnybrook (Dakota du Nord)
Pour les articles homonymes, voir Donnybrook.
La ville de Donnybrook est située dans le comté de Ward, dans l’État du Dakota du Nord, aux États-Unis. Sa population s’élevait à 59 habitants lors du recensement de 2010, estimée à 52 habitants en 2018.

## Démographie
| 1910 | 1920 | 1930 | 1940 | 1950 | 1960 |
| ---- | ---- | ---- | ---- | ---- | ---- |
| 297  | 267  | 259  | 215  | 207  | 196  |

| 1970 | 1980 | 1990 | 2000 | 2010 | - |
| ---- | ---- | ---- | ---- | ---- | - |
| 163  | 139  | 106  | 90   | 59   | - |

## Source
- (en) Cet article est partiellement ou en totalité issu de l’article de Wikipédia en anglais intitulé « Donnybrook, North Dakota » (voir la liste des auteurs).